# Jesper Seier
Jesper Seier (* 21. September 1965 in Fredericia) ist ein ehemaliger dänischer Segler.

## Erfolge
Jesper Seier, der im Fredericia Sejlklub segelte, war bei den Olympischen Spielen 1992 in Barcelona in der Bootsklasse Soling neben Steen Secher Crewmitglied des dänischen Bootes von Skipper Jesper Bank. Nach sechs Wettfahrten im Fleet Race qualifizierten sie sich mit 34 Punkten als Zweite für die Endrunde, die im Match Race ausgetragen wurde. Mit drei Siegen und zwei Niederlagen zogen sie ins Halbfinale ein. Nach einem 2:0-Erfolg gegen das deutsche Boot folgte im Finale ebenfalls ein 2:0-Sieg gegen die US-Amerikaner, womit die Dänen Olympiasieger wurden. Für diesen Erfolg wurden Seier, Secher und Bank zu Dänemarks Sportler des Jahres gewählt. Im selben Jahr gewann Seier in Cádiz bei den Weltmeisterschaften die Silbermedaille.